# Motociclón
Motociclón fue un grupo español de punk rock y heavy metal formado en 2004 que se separó en 2013. Eran unos de los grupos más activos en el circuito de rock underground de Madrid de mediados y finales de los 2000.
Sus influencias se mueven entre grupos de punk y heavy metal, desde Judas Priest, Black Sabbath, Iron Maiden, Barón Rojo, Obús y Motörhead hasta La Banda Trapera del Río, MCD, Cicatriz, Black Flag o Dead Kennedys. Según comenta el propio grupo, su intención es hacer «punk con clase y heavy con cojones» o «jevimetalizar el punk».

## Historia
Motociclón se formaron en marzo de 2004, cuando cuatro músicos del extrarradio madrileño decidieron juntarse: Robertez (voz), Trash (guitarra), Raimón (bajo) y Dani (batería), los cuatro provenientes de diferentes grupos de Madrid. Robertez fue vocalista de Los Juanramones (grupo de versiones de The Ramones) y tocaba la armónica con muchas bandas con base en Madrid: Sin City Six, Caskärrabias, Los Chicos, Bummer o Capitán Entresijos. Por otro lado, Dani tocaba (y aún sigue haciéndolo) la batería en Zinc; Trash fue guitarrista de Rip KC y Ramón ya había tocado el bajo en infinidad de grupos de múltiples estilos (Nitros, Holdens, Harakiris o Rockin' Nuts).
Se pusieron en marcha y, tras dar bastantes conciertos (por ejemplo, ejercieron de teloneros de Kent Steedman & The Tubular Greens en su concierto del 21 de enero de 2005 en Gruta 77), el Capitán Entresijos les ofreció la posibilidad de grabar un sencillo y editarlo con su propio sello: Producciones Esporádicas.
El 19 de octubre de 2013 acaban definitivamente su carrera en un concierto en la Sala Independance Club de Madrid.

## Miembros
- Robertez: voz y armónica
- Trash: guitarras
- Raimón: bajo
- Dani: batería

## Discografía

### Álbumes
- Himnos de extrarradio (Rock Is Pain/Beat Generation, 2007)
- Costras y Tachuelas (Rock Is Pain/Beat Generation, 2009)
- Gentuza (Maldito/Beat Generation, 2010)

### Singles y EP
- Somos del rock (Producciones Esporádicas, 2005)

### Participaciones en recopilatorios
- «Dead men tell no tales», en Morir con las botas puestas. Homenaje a Motörhead (El Diablo, 2005). CD. Tributo a Motörhead de varias bandas españolas.
- «Wild thing» en Greetings from Rock Palace (Rock Palace, 2006). Doble CD recopilatorio editado por el bar y locales de ensayo Rock Palace. «Wild thing» es una versión de The Troggs.
- «Lávate el cuello» y «Crapulismo» en Rock Is Pain sampler (Rock Is Pain, 2007)